# АТХ-V
Код АТХ-V (англ. АТС-V) «Прочие лекарственные препараты» — раздел система буквенно-цифровых кодов Анатомо-терапевтическо-химической классификации, разработанных Всемирной организацией здравоохранения для классификации лекарств и других медицинских продуктов.
Коды для применения в ветеринарии (ATCvet коды) могут быть созданы путём добавления буквы Q в передней части человеческого Код ATC: QV.
Из-за различных национальных особенностей в классификацию АТС могут включаться дополнительные коды, которые отсутствуют в этом списке, который составлен Всемирной организацией здравоохранения.
- АТХ код V01 — Аллергены
- АТХ код V03 — Прочие разные препараты
- АТХ код V04 — Диагностические препараты
- АТХ код V06 — Препараты питания
- АТХ код V07 — Другие разные нелечебные средства
- АТХ код V08 — Контрастные вещества
- АТХ код V09 — Радиофармацевтические диагностические средства
- АТХ код V10 — Радиотерапевтические средства